# Wydział Żandarmerii Wojskowej w Żaganiu
Wydział Żandarmerii Wojskowej w Żaganiu (WŻW Żagań) – jednostka organizacyjna Żandarmerii Wojskowej (identyfikator 9185254).

## Powstanie WŻW Żagań
Wydział Żandarmerii Wojskowej w Żaganiu został sformowany na podstawie rozkazu organizacyjnego Nr 01 komendanta Żandarmerii Wojskowej Śląskiego Okręgu Wojskowego we Wrocławiu, płk. mgr. Tadeusza Niekrasza z dnia 1 września 1990 o sformowaniu z dniem 1 września 1990 jednostek Żandarmerii Śląskiego Okręgu Wojskowej (zob. Śląski Okręg Wojskowy).
Rozkaz organizacyjny Nr 01 został wydany w wykonaniu rozkazu Nr PF-42/Org. Ministra Obrony Narodowej z dnia 18 kwietnia 1990 i zarządzenia Nr 062 szefa Sztabu Generalnego Wojska Polskiego z dnia 15 czerwca 1990.
Zgodnie ze wspomnianym rozkazem, komendantowi Wydziału Żandarmerii Wojskowej w Żaganiu podporządkowano trzy placówki Żandarmerii Wojskowej:
- Placówka Żandarmerii Wojskowej w Bolesławcu,
- Placówka Żandarmerii Wojskowej w Głogowie,
- Placówka Żandarmerii Wojskowej w Zgorzelcu.

Wydział Żandarmerii Wojskowej w Żaganiu sformowano w oparciu o etat wojenno-pokojowy Nr 62/153, natomiast podległe placówki Żandarmerii Wojskowej w oparciu o etaty wojenno-pokojowe Nr 62/154 (Placówka ŻW w Głogowie) i Nr 62/155 (Placówki Żandarmerii Wojskowej w Bolesławcu i Zgorzelcu).
Wymienione jednostki organizacyjne Żandarmerii Wojskowej utworzono na bazie rozformowanych terenowych organów Wojskowej Służby Wewnętrznej, w miejscu ich dotychczasowej dyslokacji.
Bazą formowania Wydziału Żandarmerii Wojskowej w Żaganiu była Delegatura WSW w Żaganiu, podległa szefowi Oddziału WSW w Krośnie Odrzańskim.
Placówki Żandarmerii Wojskowej formowały się na bazie terenowych organów podporządkowanych dotychczas szefowi Oddziału WSW we Wrocławiu:
- Delegatura WSW w Bolesławcu,
- Delegatura WSW w Głogowie,
- Delegatura WSW w Zgorzelcu.

Ponadto skład personalny Wydziału Żandarmerii Wojskowej w Żaganiu uzupełniła kadra zawodowa pełniąca do 1 września 1990 roku służbę w innych terenowych organach WSW:
- Oddziale WSW w Krośnie Odrzańskim,
- Wydziale WSW 11 Drezdeńskiej Dywizji Pancernej w Żaganiu (zob. 11 DPanc),
- Wydziale WSW 5 Saskiej Dywizji Pancernej w Gubinie (zob. 5 DPanc),
- Wydziale WSW 4 Pomorskiej Dywizji Zmechanizowanej w Krośnie Odrzańskim (zob. 4 DZ).

Komenda Wydziału Żandarmerii Wojskowej w Żaganiu została rozlokowana na II piętrze i poddaszu wydzielonej części budynku przy ulicy Traugutta 2a, natomiast żołnierze plutonu ŻW zostali zakwaterowani w budynku przy ulicy Traugutta 1 z „oficjalnym” wejściem prowadzącym z terenu kompleksu koszarowego „Żagań–Miasto” przy ulicy Dworcowej 4 i „nieoficjalnym” prowadzącym przez pomieszczenia Hotelu Garnizonowego.

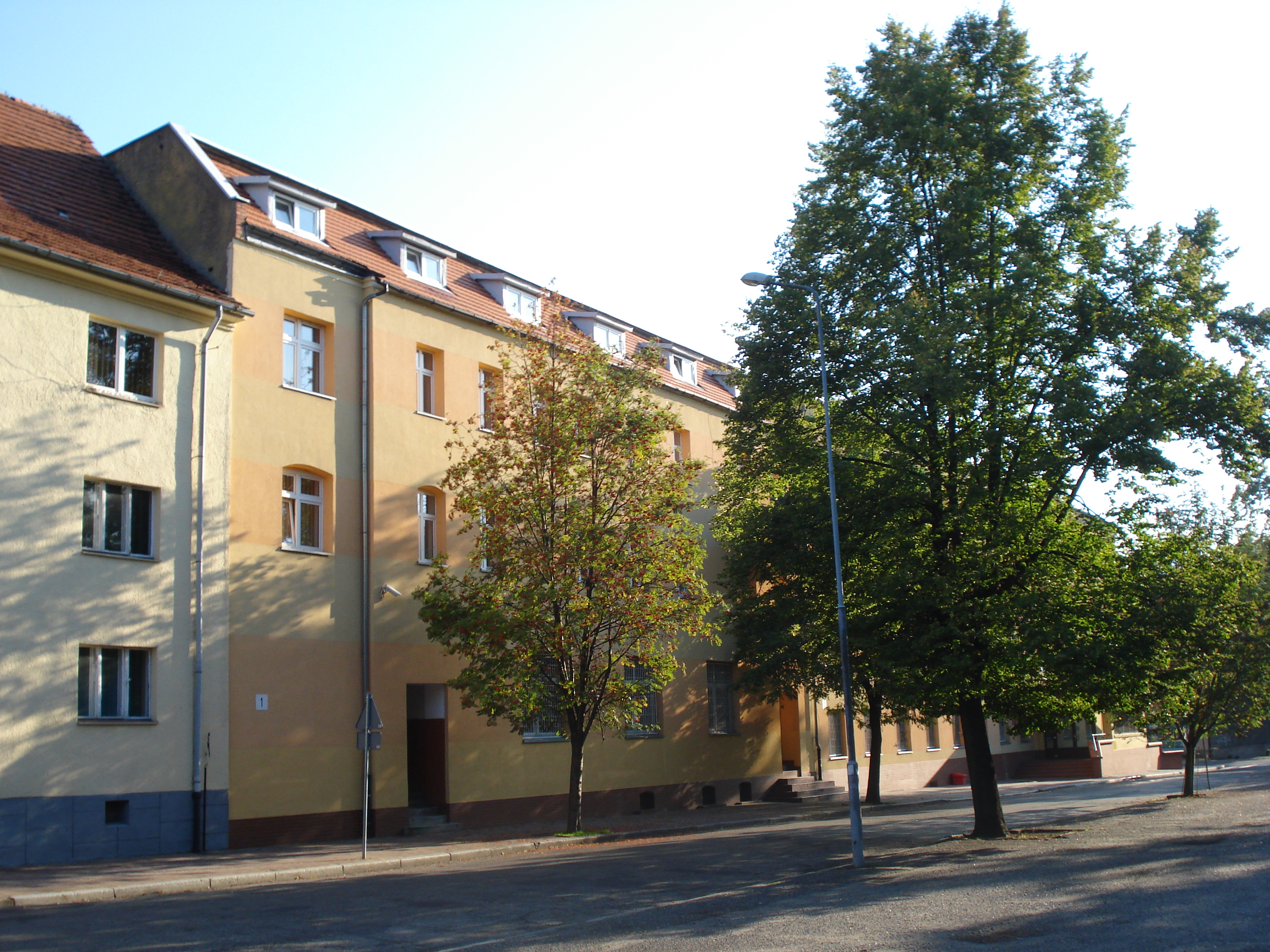
Była siedziba Komendy WŻW Żagań.

Na parterze wydzielonej części budynku przy ulicy Traugutta 2a mieściła się drukarnia Dowództwa 11 DPanc. Pierwsze piętro zajmował Wydział Kontrwywiadu 11 DPanc. Pozostałe części budynku zajmowało i zajmuje do chwili obecnej Dowództwo i Sztab 11 Lubuskiej Dywizji Kawalerii Pancernej im. Króla Jana III Sobieskiego oraz Specjalistyczna Przychodnia Lekarska 60 Batalionu Medycznego zwana potocznie „Polikliniką”.
Na parterze budynku przy ulicy Traugutta 1 mieściło się Kasyno Wojskowe Nr 449. W kompleksie koszarowym przy ulicy Dworcowej 4 stacjonował między innymi 11 batalion zaopatrzenia będący Oddziałem Gospodarczym dla Wydziału Żandarmerii Wojskowej w Żaganiu. W 1993, po przeniesieniu 11 bzaop do garnizonu Świętoszów, Wydział ŻW został podporządkowany pod względem gospodarczym 34 batalionowi łączności. Dwa lata później Oddziałem Gospodarczym został 11 batalion dowodzenia.
Lokalizacja jednostki w centrum miasta, w pobliżu Dworca PKP i PKS oraz sąsiedztwie najważniejszych instytucji wojskowych nie rekompensowała problemów wynikających z rozmieszczenia jej w dwóch budynkach oraz zbyt małej powierzchni użytkowej i złego stanu technicznego budynku przy ulicy Traugutta 2a. Zajmowane pomieszczenia zapewniały właściwe warunki służby żołnierzom Delegatury WSW natomiast ich ilość okazała się niewystarczająca dla potrzeb nowej jednostki Żandarmerii Wojskowej. Warunki lokalowe jednostki uległy poprawie dopiero po przeniesieniu jej do kompleksu koszarowego „Żagań–Las” przy ulicy Szosa Żarska (obecnie Koszary im. Gen. Broni Zygmunta Sadowskiego). W nowym MSD (miejscu stałej dyslokacji) Oddziałem Gospodarczym dla Wydziału, a później Oddziału ŻW została 34 Brygada Kawalerii Pancernej.
Właściwość terytorialną dla jednostek organizacyjnych Żandarmerii Wojskowej określił w dniu 17 sierpnia 1990 szef Głównego Zarządu Szkolenia Bojowego WP. Zgodnie z wydanym przez niego zarządzeniem Wydział Żandarmerii Wojskowej w Żaganiu wraz z podległymi placówkami Żandarmerii Wojskowej objął swą właściwością 53 miasta i gminy położone na terenie trzech województw: jeleniogórskiego, legnickiego i zielonogórskiego.
Kierownicze stanowiska powierzono następującym oficerom i chorążym:
- komendanta Wydziału Żandarmerii Wojskowej w Żaganiu – majorowi Wiesławowi Raszewskiemu, dotychczasowemu zastępcy szefa Wydziału II Oddziału WSW w Krośnie Odrzańskim,
- zastępcy komendanta Wydziału Żandarmerii Wojskowej w Żaganiu – majorowi Januszowi Hinc, pełniącemu dotychczas obowiązki zastępcy szefa Wydziału WSW 5 DPanc w Gubinie,
- komendanta Placówki Żandarmerii Wojskowej w Głogowie – majorowi Stanisławowi Mrożek, dotychczasowemu szefowi Delegatury WSW w Głogowie,
- zastępcy komendanta Placówki Żandarmerii Wojskowej w Głogowie – kapitanowi Ireneuszowi Kosno, dotychczasowemu oficerowi Oddziału WSW we Wrocławiu w 5 Brygadzie Artylerii Armat w Głogowie,
- komendanta Placówki Żandarmerii Wojskowej w Bolesławcu – starszemu chorążemu sztabowemu Eugeniuszowi Kamińskiemu, długoletniemu szefowi Delegatury WSW w Bolesławcu,
- komendanta Placówki Żandarmerii Wojskowej w Zgorzelcu – starszemu chorążemu sztabowemu Janowi Szwindowskiemu, długoletniemu szefowi Delegatury WSW w Zgorzelcu.

Dla chorążych i podoficerów zawodowych oraz żołnierzy zasadniczej służby wojskowej, pełniących służbę w terenowych organach Wojskowej Służby Wewnętrznej, utworzenie Żandarmerii Wojskowej wiązało się z wykonywaniem tych samych, co poprzednio obowiązków służbowych, przy wykorzystaniu tych samych instrukcji, tego samego sprzętu i w tych samych pomieszczeniach. W korespondencji radiowej i telegraficznej w dalszym ciągu posługiwano się tymi samymi kryptonimami. W innej sytuacji znaleźli się oficerowie kontrwywiadu WSW. Część z nich zdecydowała się pełnić służbę na stanowiskach etatowych przewidzianych dla chorążych. W dniu 1 stycznia 1991 byli oficerowie kontrwywiadu WSW stanowili 38% kadry zawodowej Wydziału Żandarmerii Wojskowej w Żaganiu.
Kryptonimy radiowe:
- Wydział ŻW Żagań – „Bachus”,

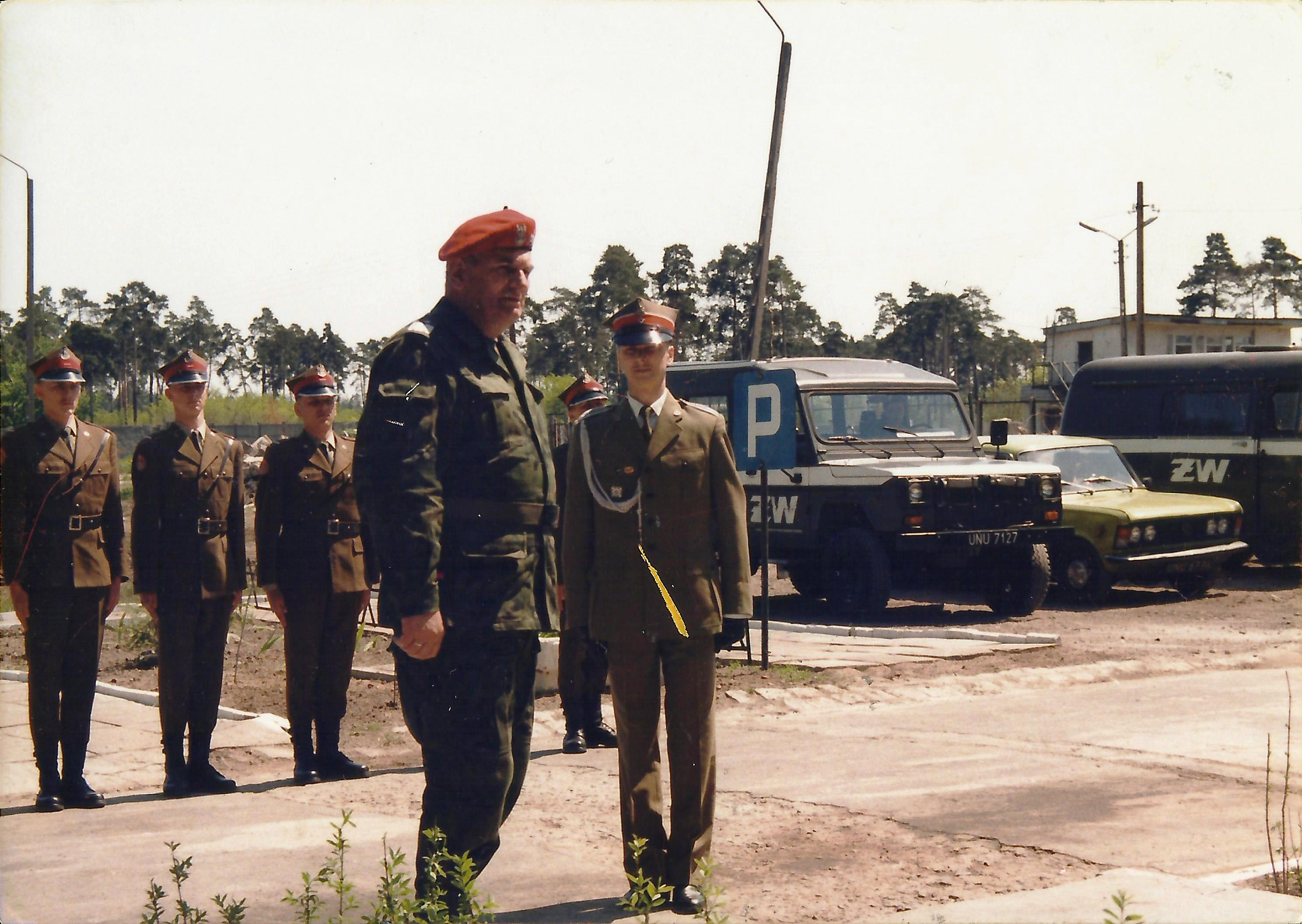
Otwarcie Placówki ŻW w Świętoszowie.

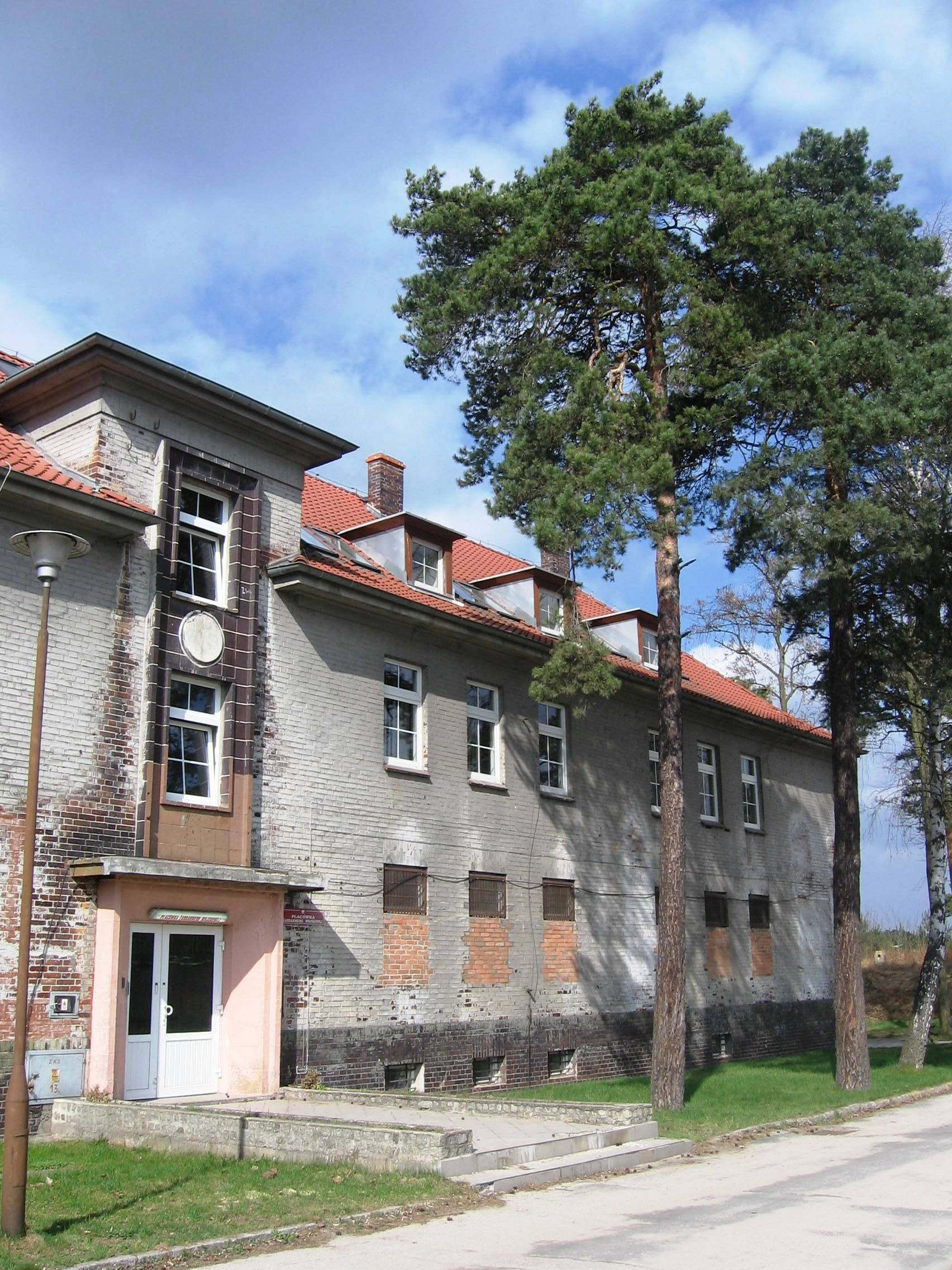
Siedziba PŻW Świętoszów w latach 1995–2011

- Placówka ŻW Bolesławiec – „Sajno”,
- Placówka ŻW Głogów – „Kwestor”,
- Placówka ŻW Zgorzelec – „Intarsja”.

Instrukcje:
- Instrukcja o prowadzeniu dochodzenia w wojsku, sygn. Spr. 34/73[1],
- Instrukcja o wojskowej kontroli drogowej, sygn. Panc.-Sam. 518/86,
- Instrukcja o organizacji i zasadach działania konwojów, sygn. WSW 12/73,
- Instrukcja o organizacji służby patrolowej i zasadach działania patroli Wojskowej Służby Wewnętrznej, sygn. WSW 22/84, wydanie drugie, poprawione,
- Regulamin dyscyplinarny Sił Zbrojnych Polskiej Rzeczypospolitej Ludowej, sygn. Szt. Gen. 792/76, wyd. II,
- Regulamin musztry Sił Zbrojnych Polskiej Rzeczypospolitej Ludowej, sygn. Szt. Gen. 566/76, wyd. II,
- Regulamin służby wewnętrznej Sił Zbrojnych Polskiej Rzeczypospolitej Ludowej, sygn. Szt. Gen. 791/76, wyd. II, uzupełnione,
- Regulamin służby garnizonowej i wartowniczej Sił Zbrojnych Polskiej Rzeczypospolitej Ludowej, sygn. Szt. Gen. 793/76, wyd. II,
- Zestawienie wzorów dokumentów do regulaminów Sił Zbrojnych Polskiej Rzeczypospolitej Ludowej, sygn. Szt. Gen. 795/76,
- Instrukcja o organizacji poszukiwań, sygn.? (poufna).

Etat wojenno-pokojowy Nr 62/153/0 Wydział Żandarmerii Wojskowej
Komenda Wydziału Żandarmerii Wojskowej
- komendant (mjr)
- zastępca komendanta (kpt.)
- 4 oficerów dochodzeniowych (kpt.)
- 2 oficerów porządkowych (kpt.)
- 2 chorążych dochodzeniowych
- 5 chorążych porządkowych
- inspektor WKRD (wojskowa kontrola ruchu drogowego)
- technik kryminalistyki
- kierownik kancelarii
- podoficer zawodowy
- starszy referent (prac. wojska)
- referent (prac. wojsk.)

pluton Żandarmerii Wojskowej
- dowódca plutonu (chor.)
- pomocnik dowódcy plutonu (pdf. zaw.)
- 1. drużyna
  - dowódca drużyny
  - 10 strzelców
  - 4 kierowców
- 2. drużyna
  - dowódca drużyny
  - 11 strzelców
  - 3 kierowców

Razem:
- 51 żołnierzy (8 oficerów, 11 chorążych, 2 podoficerów zawodowych),
- 30 żołnierzy zasadniczej służby wojskowej,
- 2 pracowników wojska.

Samochody:
- 2 osobowe (Fiat 125),
- 1 ciężarowo-szosowy (Star 29),
- 2 osobowo-terenowe (UAZ 469)
- 3 interwencyjne (Nysa).

## Działalność służbowa w latach 1990–2000
W trzecim miesiącu funkcjonowania Wydział przeszedł swój „chrzest bojowy”. 16 listopada 1990 dowódca 99 pułku zmechanizowanego w Żaganiu złożył zawiadomienie o zaginięciu 9 mm pistoletu maszynowego wz. 1963. W toku prowadzonego dochodzenia o sygnaturze akt Dw-I-57/90 (PgD-I-207/90) zatrzymano sprawcę zaboru broni i odzyskano utracony pistolet oraz ustalono, że szeregowy Robert T. z plutonu rozpoznania skażeń samowolnie zabrał w celu przywłaszczenia pistolet maszynowy wz. 1963 serii AM 08734 26 października 1990 około godz. 11.00 w czasie czyszczenia broni w izbie żołnierskiej. Aktem oskarżenia w przedmiotowej sprawie objęto również osobę cywilną, która bez wymaganego zezwolenia przechowywała skradziony egzemplarz broni palnej. Przedmiotowe postępowanie przygotowawcze prowadził podporucznik Piotr Pluta.
Wiosną 1991 etat Wydziału ŻW został powiększony o dwóch oficerów, których zadaniem był „monitoring” wycofywania z Polski jednostek Północnej Grupy Wojsk oraz tranzytu z Niemiec jednostek Zachodniej Grupy Wojsk Armii Radzieckiej. Jednym z tych oficerów był śp. mjr Marek Bielecki. Łącznie, w całej Żandarmerii Wojskowej, do wypełniania tych zadań skierowano 27 oficerów.
Sformowanie nieetatowej Placówki ŻW w Świętoszowie
14 kwietnia 1992 komendant Żandarmerii Wojskowej Śląskiego Okręgu Wojskowego, płk mgr Tadeusz Niekrasz polecił komendantowi Wydziału Żandarmerii Wojskowej w Żaganiu, w terminie do 25 kwietnia 1992, sformować nieetatową Placówkę Żandarmerii Wojskowej w m. Świętoszów. Pierwszym komendantem nieetatowej Placówki ŻW w Świętoszowie został śp. starszy chorąży sztabowy Eugeniusz Kamiński.
Wizyta komendanta głównego ŻW
25 czerwca 1992 Wydział ŻW zabezpieczał prewencyjnie ćwiczenie dowództw i sztabów pk. „Czerwiec”. Ćwiczenie przeprowadzone zostało na terenie OSPWL Żagań-Świętoszów. Wybrane epizody obserwował ówczesny kierownik Ministerstwa Obrony Narodowej, Janusz Onyszkiewicz. W ćwiczeniu uczestniczył komendant główny ŻW, płk dypl. Henryk Piątkowski, który spotkał się z kadrą i pracownikami Wydziału. Była to pierwsza wizyta komendanta głównego ŻW w Żaganiu od czasu utworzenia formacji.
2 marca 1993 otrzymano wytyczne komendanta głównego ŻW z dnia 1 lutego 1993 w sprawie wykonywania i dokumentowania czynności operacyjno-rozpoznawczych przez Żandarmerię Wojskową. Wspomniane wytyczne zostały wydane w celu usatlenia zasad praktycznego wykonywania przez Żandarmerię Wojskową przepisów ustawy o Policji i rozkazu Nr Pf 3/MON ministra obrony narodowej z 17 października 1991 w sprawie tymczasowych zasad i trybu wykonywania czynności operacyjno-rozpoznawczych przez Żandarmerię Wojskową. Ponadto wytyczne określały zakres i sposób dokumentowania czynności operacyjno-rozpoznawczych oraz sposób ewidencjonowania i zakres korzystania z osobowych źródeł informacji.
W okresie od 1 czerwca do 7 lipca 1993 w Wydziale ŻW w Żaganiu praktykę odbyło czterech kadetów II rocznika Szkoły Chorążych ŻW z Mińska Mazowieckiego. Żaden z kadetów, odbywających praktykę, po ukończeniu szkoły nie został przydzielony do Wydziału ŻW w Żaganiu.
W dniach 9 lipca i 16 sierpnia 1993, w sali tradycji 11 Dywizji Kawalerii Pancernej, w „Domu Żołnierza” przy ulicy Józefa Piłsudskiego (eks-Armii Czerwonej) w Żaganiu, skład osobowy Wydziału ŻW złożył przysięgę według roty określonej w ustawie z dnia 3 października 1992 o przysiędze wojskowej.
W czerwcu 1994 po raz pierwszy obchodzono Święto Żandarmerii Wojskowej ustanowione decyzją Ministra Obrony Narodowej z dnia 26 kwietnia 1994. Z braku opracowań traktujących o historii Żandarmerii przez kilka kolejnych lat Święto Żandarmerii Wojskowej utożsamiane było z rocznicą bitwy pod Dębem Wielkim, która faktycznie miała miejsce 31 marca 1831.

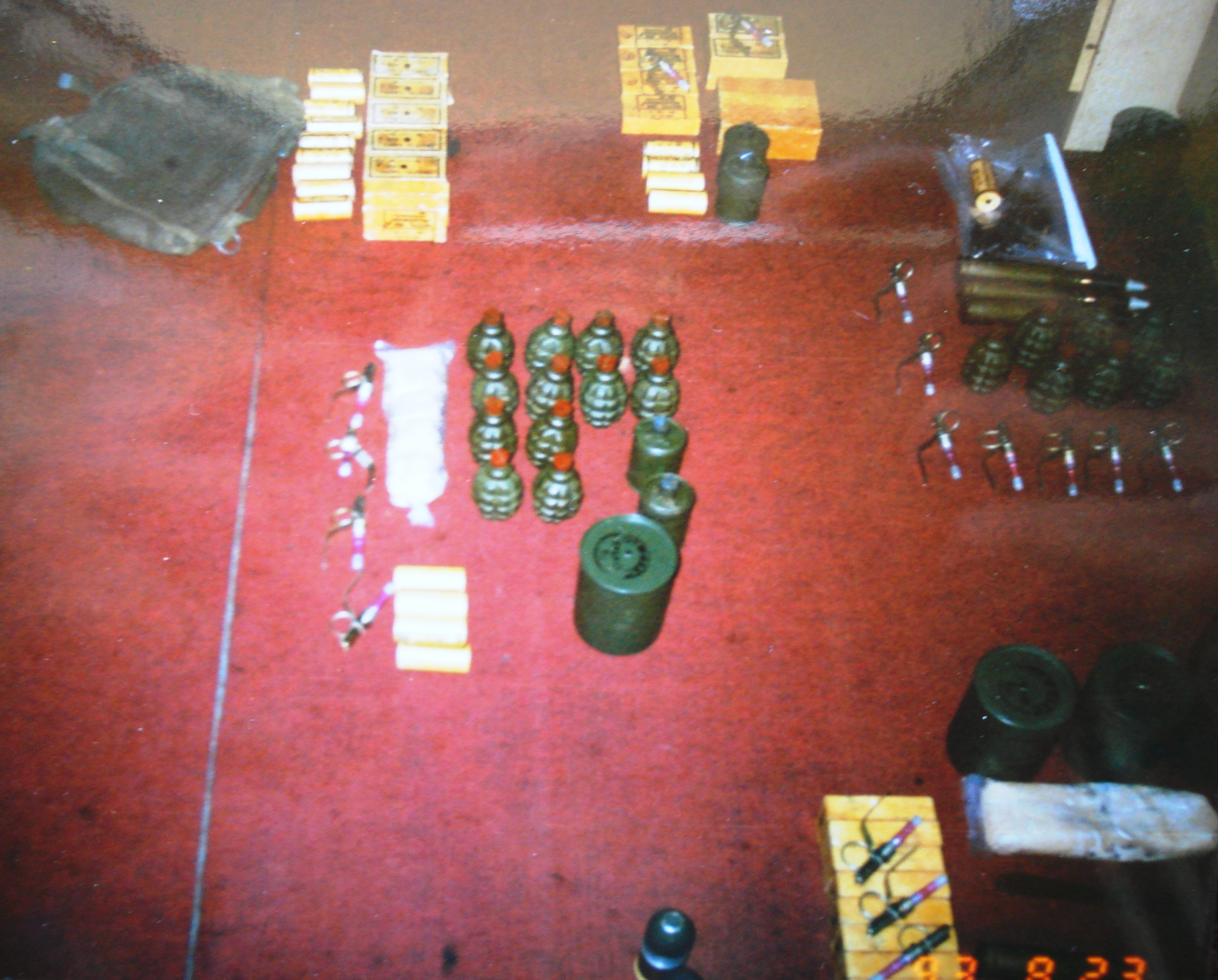
Odzyskane środki walki

W czerwcu 2000 Komenda Główna ŻW wydała publikację „X-lecie Żandarmerii Wojskowej 1990-2000”, w której za największy sukces Żandarmerii Wojskowej Śląskiego Okręgu Wojskowego uznano „śledztwo prowadzone w lipcu i sierpniu 1993 przez Wydział ŻW w Żaganiu w sprawie zaboru siedemdziesięciu granatów F-1, sześciu granatów RG-42 i 130 zapalników UZRGM na szkodę JW 2943 w Żaganiu. W wyniku operatywnie prowadzonych działań w ciągu jednego miesiąca ustalono sprawców i odzyskano utracone środki walki, ustalono także, że ci sami sprawcy dokonali zaboru materiału plastycznego, który również został odzyskany. Śledztwo zakończono aktem oskarżenia, którym objęto 11 żołnierzy i osób cywilnych”. Opisane wyżej postępowanie przygotowawcze było jednym z wielu, jakie Żandarmeria Wojskowa w latach 90. XX wieku prowadziła w sprawach o zabór broni, amunicji i materiałów wybuchowych. W tym miejscu wypada jedynie dopowiedzieć, że sprawcy dokonywali zaboru środków walki w czasie pełnienia służby wartowniczej po uprzednim włamaniu do magazynów usytuowanych na terenie Garnizonowego Składu Amunicji.
Z końcem października 2000 zostały rozpoczęte prace nad przeformowaniem Wydziału. Z dniem 1 stycznia 2001 na bazie dotychczasowego Wydziału został sformowany Oddział Żandarmerii Wojskowej w Żaganiu.
Wydział Żandarmerii Wojskowej w Żaganiu nie był spadkobiercą tradycji żadnego z historycznych pododdziałów Żandarmerii, nie posiadał patrona i nazwy wyróżniającej oraz nie obchodził własnego święta.
Wydział tak, jak pozostałe jednostki organizacyjne ŻW nawiązywał do dziedzictwa tradycji Dywizjonu Karabinierów Konnych z 1831 i formacji Żandarmerii z lat 1914–1947 oraz obchodził Święto w dniu 13 czerwca.

## Obsada personalna WŻW Żagań
Komendanci:
- mjr Wiesław Raszewski (1990-1994)
- mjr / ppłk Janusz Hinc (1994-2000)

Zastępcy komendanta:
- mjr Janusz Hinc (1990-1994)
- mjr Krzysztof Drzymalik (1994-2001)